# Ardisia raveniana
Ardisia raveniana är en viveväxtart som beskrevs av Cyrus Longworth Lundell. Ardisia raveniana ingår i släktet Ardisia och familjen viveväxter. Inga underarter finns listade i Catalogue of Life.